# Llista de Béns Culturals d'Interès Nacional del Lluçanès
Llista de Béns Culturals d'Interès Nacional del Lluçanès inscrits en el Registre de Béns Culturals d'Interès Nacional (BCIN) del Departament de Cultura de la Generalitat de Catalunya per a la comarca del Lluçanès. Inclou els béns immobles més rellevants del patrimoni cultural que tenen la categoria de protecció de major rang com a unitat singular, conjunt, espai o zona amb valors culturals, històrics o tècnics.

## Patrimoni arquitectònic
| Monument                                                                  | Protecció      | Estil/època                              | Localització                                            | Coordenades                                          | Codi?         | Imatge |
| ------------------------------------------------------------------------- | -------------- | ---------------------------------------- | ------------------------------------------------------- | ---------------------------------------------------- | ------------- | --- |
| Monestir de Santa Maria de Lluçà, antic monestir canonical de Santa Maria | BCIN 360-MH-EN | Romànic, barroc XII-XIII, XV, XVII-XVIII | Lluçà                                                   | 42° 03′ 02″ N, 2° 02′ 07″ E / 42.050489°N,2.035327°E | RI-51-0000274 | Monestir de Santa Maria de Lluçà (Lluçà) · Vegeu més fotos d'aquest monument · Carregueu una nova foto d'aquest monument  |
| Castell de Lluçà, Capella de Sant Vicenç de Lluçà                         | BCIN 1003-MH   | Romànic XI-XII, XIV                      | Lluçà                                                   | 42° 03′ 16″ N, 2° 02′ 25″ E / 42.054568°N,2.040315°E | RI-51-0005514 | Castell de Lluçà · Vegeu més fotos d'aquest monument · Carregueu una nova foto d'aquest monument                          |
| Castell d'Oristà                                                          | BCIN 1147-MH   |                                          | Oristà                                                  | 41° 56′ 03″ N, 2° 03′ 48″ E / 41.934133°N,2.063219°E | RI-51-0005573 | Castell d'Oristà · Vegeu més fotos d'aquest monument · Carregueu una nova foto d'aquest monument                          |
| Castell d'Olost                                                           | BCIN 1148-MH   | Obra popular XV-XVII, XX                 | Oristà                                                  | 41° 58′ 37″ N, 2° 05′ 40″ E / 41.976964°N,2.094546°E | RI-51-0005574 | Castell d'Olost (Oristà) · Vegeu més fotos d'aquest monument · Carregueu una nova foto d'aquest monument                  |
| Castell de Tornamira                                                      | BCIN 1149-MH   | Romànic Medieval, XVIII                  | Oristà                                                  | 41° 56′ 58″ N, 2° 03′ 36″ E / 41.949429°N,2.059970°E | RI-51-0005575 | Castell de Tornamira (Oristà) · Vegeu més fotos d'aquest monument · Carregueu una nova foto d'aquest monument             |
| Casal de Vilaregut                                                        | BCIN 1150-MH   | Obra popular XIV-XV, XVIII               | Oristà                                                  | 41° 57′ 36″ N, 2° 05′ 53″ E / 41.959985°N,2.098194°E | RI-51-0005576 | Carregueu una nova foto d'aquest monument                                                                                 |
| Castell de Toneu                                                          | BCIN 1151-MH   | Medieval                                 | Oristà                                                  | 41° 57′ 52″ N, 2° 06′ 43″ E / 41.964459°N,2.11185°E  | RI-51-0005577 | Carregueu una nova foto d'aquest monument                                                                                 |
| El Castell                                                                | BCIN 1217-MH   | XIX-XX                                   | Perafita                                                | 42° 02′ 53″ N, 2° 06′ 36″ E / 42.048013°N,2.109935°E | RI-51-0005587 | Carregueu una nova foto d'aquest monument                                                                                 |
| Castell de Quer                                                           | BCIN 1311-MH   | Romànic XII, XX                          | Prats de Lluçanès Ctra. B-431, km 71,8 pista forestal   | 42° 00′ 04″ N, 2° 01′ 28″ E / 42.00119°N,2.02455°E   | RI-51-0005601 | Castell de Quer (Prats de Lluçanès) · Vegeu més fotos d'aquest monument · Carregueu una nova foto d'aquest monument       |
| Casal de Soler de Nuc, o Soler de n'Hug                                   | BCIN 1312-MH   | Gòtic XIV-XV                             | Prats de Lluçanès Ctra. BV-4401, km 18,8 pista forestal | 41° 59′ 31″ N, 2° 00′ 25″ E / 41.99188°N,2.00686°E   | RI-51-0005602 | Carregueu una nova foto d'aquest monument                                                                                 |
| Domus de Vilatammar                                                       | BCIN 1498-MH   | Obra popular XIV-XV                      | Sant Martí d'Albars                                     | 42° 01′ 19″ N, 2° 04′ 53″ E / 42.021832°N,2.081268°E | RI-51-0005650 | Domus de Vilatammar (Sant Martí d'Albars) · Vegeu més fotos d'aquest monument · Carregueu una nova foto d'aquest monument |